# Pining (plaats)
Pining is een bestuurslaag in het regentschap Gayo Lues van de provincie Atjeh, Indonesië. Pining telt 1163 inwoners (volkstelling 2010).